# 도쿄도 제11구
도쿄도 제11구(일본어: 東京都第11区)는 일본의 중의원 선거구이다. 1994년 공직선거법이 개정되면서 신설되었다.

## 지역
- 이타바시구 (신가시 1, 2가, 후나도 1 ~ 4가를 제외)

## 역대 국회의원
- 시모무라 하쿠분 (소속 정당: 자유민주당, 임기: 1996년 ~ 현재)